# Callum Macaulay
Callum Macaulay (Falkirk, 6 december 1983) is een professioneel golfer uit Kincardine, Schotland.
Callum Macaulay studeerde aan de Mississippi State University.

## Amateur
In 2007 en 2008 zat Macaulay in de nationale selectie. In Glasgow kreeg hij in maart 2008 de Scottish Golfer of the Year Award. 
In 2008 versloeg hij Steven McEwan met 5&3 in de finale van het Schots Amateur mocht hij het Schots Open spelen. Verder speelde hij met Wallace Booth en Gavin Dear in de Eisenhower Trophy. Zij vormden het eerste Schotse team dat dit toernooi won, sinds het in 1958 van start ging.  

#### Gewonnen
- 2006: West of Scotland Championship
- 2007: South East District Open, Newlands Trophy, SGU Order of Merit
- 2008: Scottish Amateur Championship

#### Teams
- Eisenhower Trophy: 2008 (winnaars)
- St Andrews Trophy: 2008 (winnaars)
- Bonallack Trophy: 2008 (winnaars)

## Professional
In 2008 ging Macaulay naar de Tourschool, waar hij een van de 32 tourkaarten bemachtigde en professional werd. Op de eerste tien toernooien in 2009 haalde hij 8x de cut en werd o.a. tweede bij het Madeira Island Open. Hij eindigde op de 134ste plaats van de Race To Dubai en moest terug naar de Tourschool, waar hij met één slag de kwalificatie miste.

In 2010 speelde hij meer op de Europese Challenge Tour, waar hij na 15 toernooien op de 63ste plaats staat.